# 安部一成
安部 一成（あべ かずなり、1927年2月11日 - 2011年10月25日）は、日本の経済学者。専門は地域経済論、地域産業論。山口大学名誉教授。
イタリアの経済学者パオロ・シロス＝ラビーニ（it:Paolo Sylos Labini）を日本に紹介した初めての人物である。

## 来歴
山口県下関市生まれ。1951年神戸経済大学卒業、山口大学経済学部助教授。1967年同教授。1967年、経済学博士「現代経済成長論」（神戸大学）。1974年 - 1980年山口大学経済学部長。1986年中国文化賞受賞。1990年山口大学を定年退官、同年5月名誉教授。
1990年〜1995年、西南学院大学経済学部教授。1995年〜2000年、東亜大学学長。2004年〜2005年、萩国際大学理事長を歴任したほか、山口老年総合研究所所長、地域発展計画研究者機構理事長なども務めた。特に、山口県原爆被爆者支援センター「ゆだ苑」建設に関わり、1993年〜2008年まで理事長として被爆者救援にも力を尽くした。
国外では、1984年から山東大学（中国）客員教授、1993年から復旦大学（中国）顧問教授を務め、中国と下関市・山口県との国際交流にも尽力した。
2008年、瑞宝中綬章受章。
2011年10月25日、肺気腫のため山口市の自宅で死去。84歳没。

## 著書
- 『成長と循環 日本経済分析入門』合同出版社 合同新書 1962
- 『現代独占と経済成長』紀伊国屋新書 1964
- 『日本経済の物価上昇機構』日本評論社 1969
- 『現代資本主義成長論の構造』新評論 現代経済学叢書 1971
- 『日本の景気変動 不況はくり返すか』日本経済新聞社 日経新書 1972
- 『日本経済のインフレーション機構』日本評論社 1976
- 『現代の潮流 安部一成エッセイ集』東洋図書出版 1978
- 『現代商工会論 小企業活性化のために』日本評論社 1985
- 『安部一成論文選集』東洋図書出版 1987

### 共編著
- 『現代寡占経済論』小林好宏共著 東洋経済新報社 1967
- 『現代大企業論 日本の大企業体制』野口雄一郎共編 有斐閣 経済学基礎セミナー 1972
- 『日本の零細企業 地方の時代をどう生きるか』辻弥兵衛共著 日本評論社 1980

### 翻訳
- パオロ・シロスーラビーニ『寡占と技術進歩』東洋経済新報社 1964
  - のち増訂版　山本英太郎,小林好宏共訳
- ポール・デヴィッドソン, ユージン・スモレンスキ『ケインズ経済学の新展開』山本英太郎共訳 ダイヤモンド社 1966

### 記念論文集
- 『マルクス・ケインズ・新古典派 現代の視角からの検討 安部一成先生山口大学経済学部退官記念論文集』利岡彰三ほか編著 晃洋書房 1990